# Ornithion
Ornithion là một chi chim trong họ Tyrannidae.